# MFK Frýdek-Místek
MFK Frýdek-Místek češki je nogometni klub iz grada Frýdek-Místek u Moravsko-šleskom kraju. Osnovan je 1921. kao Karlovohutní fotbalový klub. Od 1. srpnja 2011. nosi ime MFK Frýdek-Místek, jer je grad Frýdek-Místek postao glavni sponzor kluba. Trenutačno se natječe u Češkoj 2. ligi.

## Povijesni nazivi
- 1921. – Karlovohutní FK (Karlovohutní fotbalový klub)
- 1950. – ZJS Železárny Stalingrad
- 1954. – Baník Místek
- 1958. – TJ Železárny Stalingrad (Tělovýchovná jednota Železárny Stalingrad)
- 1960. – TJ VP Frýdek-Místek (Tělovýchovná jednota Válcovny plechu Frýdek-Místek)
- 1991. – FK VP Frýdek-Místek (Fotbalový klub Válcovny plechu Frýdek-Místek)
- 2003. – FK Frýdek-Místek (Fotbalový klub Frýdek-Místek)
- 2004. – Fotbal Frýdek-Místek
- 2011. – MFK Frýdek-Místek (Městský fotbalový klub Frýdek-Místek)

## Statistike

### 1971. – 1993.
|         | 71./72. | 72./73. | 73./74. | 74./75. | 75./76. | 76./77. | 77./78. | 78./79. | 79./80. | 80./81. | 81./82. | 82./83. | 83./84. | 84./85. | 85./86. | 86./87. | 87./88. | 88./89. | 89./90. | 90./91. | 91./92. | 92./93. |
| ------- | ------- | ------- | ------- | ------- | ------- | ------- | ------- | ------- | ------- | ------- | ------- | ------- | ------- | ------- | ------- | ------- | ------- | ------- | ------- | ------- | ------- | ------- |
| 1. Liga |         |         |         |         |         | 15.     |         |         |         |         |         |         |         |         |         |         |         |         |         |         |         |         |
| 2. Liga |         |         |         |         | 1.      |         | 1.      | 1.      | 7.      | 6.      | 9.      | 10.     | 6.      | 13.     | 13.     | 4.      | 3.      | 9.      | 16.     |         |         |         |
| 3. Liga |         |         | 5.      | 1.      |         |         |         |         |         |         |         |         |         |         |         |         |         |         |         | 14.     | 2.      | 1.      |
| 4. Liga |         | 1.      |         |         |         |         |         |         |         |         |         |         |         |         |         |         |         |         |         |         |         |         |
| 5. Liga | 1.      |         |         |         |         |         |         |         |         |         |         |         |         |         |         |         |         |         |         |         |         |         |

### 1993. - trenutno
|         | 93./94. | 94./95. | 95./96. | 96./97. | 97./98. | 98./99. | 99./00. | 00./01. | 01./02. | 02./03. | 03./04. | 04./05. | 05./06. | 06./07. | 07./08. | 08./09. | 09./10. | 10./11. | 11./12. | 12./13. | 13./14. |
| ------- | ------- | ------- | ------- | ------- | ------- | ------- | ------- | ------- | ------- | ------- | ------- | ------- | ------- | ------- | ------- | ------- | ------- | ------- | ------- | ------- | ------- |
| 1. Liga |         |         |         |         |         |         |         |         |         |         |         |         |         |         |         |         |         |         |         |         |         |
| 2. Liga | 6.      | 7.      | 10.     | 11.     | 9.      | 10.     | 16.     |         |         |         |         |         |         |         |         |         |         |         |         |         | 14.     |
| 3. Liga |         |         |         |         |         |         |         | 12.     | 14.     | 4.      | 15.     |         |         | 4.      | 5.      | 6.      | 4.      | 3.      | 2.      | 2.      |         |
| 4. Liga |         |         |         |         |         |         |         |         |         |         |         | 9.      | 2.      |         |         |         |         |         |         |         |         |

## Poznati igrači
- Jiří Kaufman
- Karel Večeřa

## Vanjske poveznice
- (češ.) Službene stranice kluba